# Linda Tirado
Linda Tirado é uma autora americana, fotógrafa freelance e ativista política. Seu livro de memórias Hand to Mouth: Living in Bootstrap America é sobre sua vida como membro da classe trabalhadora. Ela também escreveu artigos para The Guardian, The Daily Beast e outros periódicos online. Em 2014, ela foi incluída no programa 100 Women da BBC.
Linda Tirado chamou a atenção do público pela primeira vez em outubro de 2013, quando um comentário que ela fez sobre viver na pobreza em um site da Gawker Media, Killer Martinis, se tornou viral; mais tarde expandido em seu livro. Pouco depois, um artigo no Houston Press revelou que ela vinha de uma situação confortável, onde foi estudante interna nas escolas Cranbrook, em Michigan, nos Estados Unidos, e trabalhou como consultora de campanha política entre 2004 e 2010. O escritor atacou Linda Tirado por fornecer pornografia sobre pobreza, descrevendo a pobreza através de estereótipos negativos sobre os quais aqueles que nunca a experimentaram esperariam ler. A própria Linda revelou isso em uma página do GoFundMe que ela administrava; embora ela tenha descrito seu ensaio como "impressionista", ela fez registros públicos mostrando que durante vários anos ela e sua família receberam Medicaid, assistência social e WIC.
Em maio de 2020, ela foi ferida no olho esquerdo enquanto cobria os protestos de George Floyd em Minneapolis-Saint Paul. Linda Tirado acreditava que o ferimento foi causado por uma bala de borracha disparada pela polícia, embora mais tarde tenha sido relatado que se tratava de uma bala de esponja. Após a cirurgia, o prognóstico era que ela ficaria cega desse olho. Ela voltou ao trabalho no dia seguinte. Linda entrou com uma ação contra a polícia por volta de 14 de junho de 2020. Em 26 de maio de 2022, após o protesto, a Câmara Municipal de Minneapolis concordou com um acordo de US$ 600.000.
Em agosto de 2020, Linda Tirado recebeu o Prêmio John Aubuchon de Liberdade de Imprensa do National Press Club.